# Fakhar Zaman (Cricketspieler)
Fakhar Zaman (* 10. April 1990 in Katalang, Pakistan) ist ein pakistanischer Cricketspieler, der seit 2017 für die pakistanische Nationalmannschaft spielt.

## Kindheit und Ausbildung
Aufgewachsen in Katalang nahe Mardan sorgte sein Vater dazu, dass er als Teenager nach Karachi zog und der pakistanischen Navy beitrat. In der Navy Academy traf er auf einen Crickettrainer, der ihn in die Pakistan Naval Cricket Academy aufnahm. Dort konnte er schnell überzeugen und spielte in der dortigen U19-Mannschaft.

## Aktive Karriere
In den ersten Jahren seiner Karriere im nationalen pakistanischen Cricket, erfuhren seine Leistungen nur wenig Aufmerksamkeit. Dies änderte sich in der Quaid-e-Azam Trophy 2016/17 und der Pakistan Super League 2016/17, wo er als Batter herausragte und so den Selektoren des Nationalteams auffiel. Sein Debüt in der Nationalmannschaft gab er im März 2017 in der Twenty20-Serie in den West Indies. Im Juni gab er dann sein ODI-Debüt bei der ICC Champions Trophy 2017 gegen Südafrika. Dort erzielte er in der Vorrunde gegen Sri Lanka ein Fifty über 50 Runs. Dieses wurde gefolgt im Halbfinale um ein weiteres Fifty (57 Runs) gegen England, bevor er im Finale ein Century über 114 Runs aus 106 Bällen gegen Indien erreichte und beim Titelgewinn als Spieler des Spiels ausgezeichnet wurde. Bei der Tour in Neuseeland im Januar 2018 gelangen ihm zwei Fifties in der ODI-Serie (82* und 54 Runs) und eines in der Twenty20-Serie. Im Sommer erreichte er in einem Twenty20-Drei-Nationen Turnier in Simbabwe ein Fifty gegen den Gastgeber (61 Runs) und zwei gegen Australien (73 und 91 Runs), wofür er als Spieler des Turniers ausgezeichnet wurde. Dem folgte eine ODI-Serie in Simbabwe. Dort konnte er nach einem Fifty (60 Runs) im ersten Spiel ein Century über 117* Runs über 129 Bällen im zweiten erreichen. Im vierten gelang ihm dann ein Double-Century über 210* Runs aus 156 Bällen, bevor er die Serie mit einem Fifty über 85 Runs beendete und als Spieler derselben ausgezeichnet wurde. Beim Asia Cup 2018 zum Ende des Sommers war seine beste Leistung 31 Runs gegen Indien.
Im Oktober 2018 gab er dann sein Test-Debüt gegen Australien und konnte dabei zwei Half-Centuries (94 und 66 Runs) in den beiden Innings erzielen. Im November folgten zwei ODI-Fifty gegen Neuseeland (88 und 65 Runs) und im Januar ein weiteres (70 Runs) in Südafrika. Der Sommer begann mit einer ODI-Serie in England, bei der ein Century über 138 Runs aus 106 Bällen und ein Fifty über 57 Runs erreichte. Daraufhin spielte er beim Cricket World Cup 2019 und erzielte dort unter anderem gegen Indien ein Fifty über 62 Runs. Im September folgten dann zwei Half-Centuries (54 und 76 Runs) gegen Sri Lanka. In der Folge spielte er auch durch die COVID-19-Pandemie nur vereinzelte Spiele. Auch wurde er kurzzeitig aus dem Twenty20-Kader gestrichen. Im April 2021 reiste er mit dem Team nach Südafrika und er konnte dort in der ODI-Serie zwei Centuries über 193 (155) und 101 (104) Runs erzielen und wurde dafür als Spieler der Serie ausgezeichnet. In der Twenty20-Serie folgte dann ein Fifty über 60 Runs. Im Kader für den ICC Men’s T20 World Cup 2021 erreichte er bei der Halbfinal-Niederlage gegen Australien 55* Runs. Nach dem Turnier erreichte er 57* Runs in der Twenty20-Serie in Bangladesch. Ebenfalls ein Fifty über 67 Runs folgte gegen Australien im März 2022.
Im Sommer folgte ein Century über 109 Runs aus 109 Bällen in den Niederlanden, wofür er als Spieler des Spiels ausgezeichnet wurde. Beim Asia Cup 2022 folgte dann ein Fifty (53 Tuns) gegen Hongkong. Kurz vor dem ICC Men’s T20 World Cup 2022 verletzte er sich am Knie und wurde aus dem Kader gestrichen. Nachdem sich beim Turnier dann Usman Qadir verletzte wurde er nachnominiert, doch verletzte er sich dann erneut und wurde durch Mohammad Haris ersetzt.